# 9611 Anouck
9611 Anouck este un asteroid din centura principală de asteroizi.

## Descriere
9611 Anouck este un asteroid din centura principală de asteroizi. A fost descoperit pe 2 septembrie 1992 la Observatorul La Silla de Eric Walter Elst. El prezintă o orbită caracterizată de o semiaxă mare de 3,18 ua, o excentricitate de 0,09 și o înclinație de 5,1° în raport cu ecliptica.